# Сесмеры (Красноармейский район)
Сесме́ры (чув. Çеçмер) — деревня в Красноармейском районе Чувашской Республики.

## География
Находится в северной части Чувашии, на расстоянии приблизительно 15 км на северо-запад по прямой от районного центра села Красноармейское.

## История
Известна с 1858 года как околоток деревни Вторая Байрашева (ныне Ыхракасы) с 125 жителями. В 1906 году было учтено 42 двора, 199 жителей, в 1926 — 46 дворов, 207 жителей, 1939—242 жителя, в 1979—184. В 2002 году было 42 двора, в 2010 — 35 домохозяйств. В период коллективизации был образован колхоз «Воля», в 2010 году действовало КФХ «Шумилов». До 2021 года входила в состав Пикшикского сельского поселения до его упразднения.

## Население
Постоянное население составляло 105 человек (чуваши 99 %) в 2002 году, 96 в 2010.